# Nemata Majeks-Walker
Nemata Majeks-Walker (nascida em 1946/1947) é uma ativista dos direitos das mulheres de Serra Leoa.

## Infância e educação
Nemata Majeks-Walker nasceu em uma família muçulmana em Freetown, capital de Serra Leoa. Ela era filha única. Sua mãe morreu quando ela tinha apenas cinco anos de idade, e ela foi criada por sua bisavó e outros membros da família.
Ela foi educada na Escola Metodista para Meninas, na Escola Secundária Magburaka para Meninas, em Mathora, e na Escola Memorial Annie Walsh, em Freetown.
Ela ganhou uma bolsa do governo e, em 1972, se formou em Língua Inglesa e Literatura pela Fourah Bay College (FBC), uma universidade pública em Freetown, Serra Leoa. Ela se formou como professora e obteve um diploma de pós-graduação em Educação, em 1973. Dois anos depois, ela obteve um mestrado em inglês como segunda língua, na Universidade de Illinois em Urbana-Champaign, localizada nas cidades gêmeas de Urbana e Champaign, no estado de Illinois, nos Estados Unidos.

## Carreira acadêmica
Nemata Majeks-Walker voltou para Freetown, lecionando no Fourah Bay College e na Annie Walsh Memorial School, chegando a co-chefe do Departamento de Inglês em 1981, antes de trabalhar como oficial de desenvolvimento de currículo de inglês no Instituto de Educação em Freetown.
Em 1983, ela ganhou uma bolsa de estudos da Commonwealth para fazer um doutorado em educação a distância, na Universidade de Surrey, em Guildford, na Inglaterra. Ela obteve seu PhD em 1986 e trabalhou como oficial de educação em Londres até o início dos anos 1990.
Desde 1999, Nemata Majeks-Walker é "consultora e facilitadora/treinadora com experiência de trabalho em gênero, liderança, defesa e política".

## Ativismo
Em 2001, Nemata Majeks-Walker fundou o Grupo 50/50 de Serra Leoa, focado na igualdade para as mulheres.
Em julho de 2013, Nemata Majeks-Walker foi palestrante no Fórum Mundial de Justiça IV em Haia, na Holanda.
Em janeiro de 2017, Nemata Majeks-Walker foi nomeada presidente do Conselho de Administração do Complexo Hospitalar Escolar pelos membros do Parlamento de Serra Leoa do Comitê de Nomeação e Serviço Público.

## Vida pessoal
Ela é casada e tem um filho chamado Yabai.

## Reconhecimento
Em 2015, ela foi nomeada pela BBC como uma das 100 mulheres mais inspiradoras do ano.